# قصبه مولای اسماعیل
قصبه مولای اسماعیل (انگلیسی: Kasbah of Moulay Ismail)، مجموعه‌ای متشکل از ارگ، کاخ و قصبه که توسط سلطان اسماعیل بن شریف در مکناس مراکش ساخته شده است. این مجموعه با نام شهر امپراتوری یا کاخ مولای اسماعیل یا قصبه مکناس نیز شناخته می‌شود. این مجموعه در میان سال‌های ۱۶۷۲ و ۱۷۲۷ میلادی زمانی که مکناس پایتخت دولت او بود، ساخته شد. این مجموعه در سال ۱۹۹۶ به عنوان بخشی از شهر تاریخی مکناس در میراث جهانی یونسکو ثبت جهانی شد.